# Episinus malachinus
Episinus malachinus är en spindelart som först beskrevs av Simon 1895.  Episinus malachinus ingår i släktet Episinus och familjen klotspindlar.
Artens utbredningsområde är Peru. Inga underarter finns listade i Catalogue of Life.